# Quận Perry, Missouri
Quận Perry là một quận thuộc tiểu bang Missouri, Hoa Kỳ. Theo điều tra dân số năm 2010 của Cục điều tra dân số Hoa Kỳ, quận có dân số 18971 người 2. Quận lỵ đóng ở Perryville.6

## Địa lý
Theo Cục điều tra dân số Hoa Kỳ, quận có tổng diện tích 1250 km2, trong đó có 25 km2 là diện tích mặt nước.